# ATP-toernooi van Bangkok
Het ATP-toernooi van Bangkok (ook bekend als de PTT Thailand Open) was een jaarlijks terugkerend tennistoernooi in het mannentennis. Het toernooi werd gespeeld op indoor hardcourtbanen in de Impact Arena in het Thaise Bangkok. Het behoorde tot de "ATP World Tour 250". De eerste editie werd gespeeld in 2003. Sinds 2014 werd dit toernooi niet meer gehouden.
Het toernooi van Bangkok heeft in 2003 de licentie overgenomen van het ATP-toernooi van Hongkong. In november 2013 maakte de ATP bekend dat het toernooi vanaf 2014 verplaats werd naar Shenzhen (China).

## Erelijst

### Enkelspel
| Jaar | Winnaar                | Tegenstander in de finale | Score         |
| ---- | ---------------------- | ------------------------- | ------------- |
| 2013 | Milos Raonic           | Tomáš Berdych             | 7-6, 6-3      |
| 2012 | Richard Gasquet        | Gilles Simon              | 6-2, 6-1      |
| 2011 | Andy Murray            | Donald Young              | 6-2, 6-0      |
| 2010 | Guillermo García López | Jarkko Nieminen           | 6-4, 3-6, 6-4 |
| 2009 | Gilles Simon           | Viktor Troicki            | 7-5, 6-3      |
| 2008 | Jo-Wilfried Tsonga     | Novak Đoković             | 7-6, 6-4      |
| 2007 | Dmitri Toersoenov      | Benjamin Becker           | 6-2, 6-1      |
| 2006 | James Blake            | Ivan Ljubičić             | 6-3, 6-1      |
| 2005 | Roger Federer          | Andy Murray               | 6-3, 7-5      |
| 2004 | Roger Federer          | Andy Roddick              | 6-4, 6-0      |
| 2003 | Taylor Dent            | Juan Carlos Ferrero       | 6-3, 7-6      |

### Dubbelspel
| Jaar | Winnaars                              | Tegenstanders in de finale           | Score            |
| ---- | ------------------------------------- | ------------------------------------ | ---------------- |
| 2013 | Jamie Murray John Peers               | Tomasz Bednarek Johan Brunström      | 6-3, 3-6, [10-6] |
| 2012 | Lu Yen-hsun Danai Udomchoke           | Eric Butorac Paul Hanley             | 6-3, 6-4         |
| 2011 | Oliver Marach Aisam-ul-Haq Qureshi    | Michael Kohlmann Alexander Waske     | 7-6, 7-6         |
| 2010 | Christopher Kas Viktor Troicki        | Jonathan Erlich Jürgen Melzer        | 6-4, 6-4         |
| 2009 | Eric Butorac Rajeev Ram               | Guillermo García López Mischa Zverev | 7-6, 6-3         |
| 2008 | Lukáš Dlouhý Leander Paes             | Scott Lipsky David Martin            | 6-4, 7-6         |
| 2007 | Sonchat Ratiwatana Sanchai Ratiwatana | Michaël Llodra Nicolas Mahut         | 3-6, 7-5, [10-7] |
| 2006 | Jonathan Erlich Andy Ram              | Andy Murray Jamie Murray             | 6-2, 2-6, [10-4] |
| 2005 | Paul Hanley Leander Paes              | Jonathan Erlich Andy Ram             | 6-7, 6-1, 6-2    |
| 2004 | Justin Gimelstob Graydon Oliver       | Yves Allegro Roger Federer           | 5-7, 6-4, 6-;4   |
| 2003 | Jonathan Erlich Andy Ram              | Andrew Kratzmann Jarkko Nieminen     | 6-3, 7-6         |

2003 · 2004 · 2005 · 2006 · 2007 · 2008 · 2009 · 2010 · 2011 · 2012 · 2013
 Hongkong (1973, 1975-1987, 1990-2002) →  Bangkok (2003-2013) →  Shenzhen (2014-2018) →  Zhuhai (2019-2023) →  Hangzhou (2024-heden)
ITF-toernooien (mannen en vrouwen)

ATP-toernooien (mannen) – ATP-seizoen 2025

WTA-toernooien (vrouwen) – WTA-seizoen 2025

Voormalige toernooien mannen
Voormalige toernooien vrouwen
Voormalige amateurtoernooien